# Begoña Usaola
Begoña Usaola Gayubas (Portugalete, Vizcaya, España 1949) es una artista contemporánea española cuya actividad la desarrolla principalmente en el País Vasco.

## Trayectoria profesional
Licenciada en Bellas Artes por la Universidad del País Vasco de 1977 a 1983. Comienza su actividad expositiva a principios de los años 80. El papel, entre otros materiales, ha sido uno de sus principales soportes. En el año 1983 realizó su primera instalación en la sala Elkano 20 de Bilbao y en esta misma ciudad realizó su primera exposición individual en la Galería Vanguardia en el año 1985. Con esta galería ha continuado realizando periódicas exposiciones y participado en la feria de arte contemporáneo ARCO desde 1986 en sucesivos años. Además de Arco, ha expuesto en las ferias internacionales de Colonia, Bruselas, Berlín, Guadalajara (México) y Los Ángeles.

## Premios y becas
1987.- Beca de creación Artística DPV. 1988.- 
1.º Premio Pintura Bizkaiko Artea. 1991. 
Accesis Pintura Gure Artea 88. 
Becada por la diputación de Vizcaya del año 1984 al 87.

## Obra en colecciones
Su obra está representada en diversas colecciones como la del Museo Artium de Vitoria.
Obras en entidades Públicasː Diputación Foral de Vizcaya, Gobierno Vasco, Museo Bellas Artes de Alava.